# Tom Vaughan-Lawlor
Tom Vaughan-Lawlor (Dundrum, 4 novembre 1977) è un attore irlandese.
È noto soprattutto per l'interpretazione di Nidge Delaney nella serie televisiva Love/Hate della RTÉ One e per il ruolo di Fauce d'Ebano, uno dei membri dell'Ordine Nero, nei film Marvel Avengers: Infinity War e Avengers: Endgame.

## Biografia
Tom è nato a Dundrum, Dublino, in Irlanda. Da ragazzo ha frequentato la scuola De La Salle College Churchtown, per poi laurearsi al Trinity College di Dublino e continuare i suoi studi alla scuola di teatro Royal Academy of Dramatic Art a Londra, in Inghilterra. Sposato con l'attrice Claire Cox, i due vivono a Whishtable con il loro figlio.

## Carriera
Nel 2008 Vaughan-Lawlor ha interpretato Dauphin in Henry V al Royal Exchange Manchester, dove ha ricevuto una nomination agli Ian Charleson Award. Nel 2009 ha vinto un Irish Best Actor Theatre Award per la sua interpretazione in La resistibile ascesa di Arturo Ui. Ha vinto lo stesso premio nuovamente nel 2014 come per Howie the Rookie. Ha avuto anche un piccolo ruolo nel film The Tiger's Tail, e in Becoming Jane.
Dal 2010 al 2014, ha lavorato nel ruolo di Nigel "Nidge" Delaney nell'acclamata serie televisiva irlandese crime Love/Hate. Per la sua interpretazione ha vinto nel 2012 e nel 2013 un Best Actor in a Supporting Role for Television agli IFTA Awards. Sulla sua interpretazione di Nidge ha dichiarato "Una delle cose migliori nell'interpretare il ruolo è che Nidge è un uomo diverso per tutte e 4 le stagioni, ha un continuo cambiamento ed è difficile da localizzare, gli spettatori sono attratti da lui per il suo uomorismo, i momenti che ha con suo figlio e con la propria coscienza."
Nel 2013 ha recitato nel quinto episodio della prima stagione della serie televisiva britannica Peaky Blinders. Sempre nel 2013 sono iniziate le riprese a Dublino della miniserie Charlie, dove interpreta il personaggio di P.J. Mara, affiancato dal collega Aidan Gillen con cui ha precedentemente lavorato in Love/Hate. La serie è andata in onda nel 2015. Nel 2015 ha interpretato il personaggio di McCabe in The Secret Scripture di Jim Sheridan. Nel 2016 partecipa al film di Brad Furman The Infiltrator, con Bryan Cranston e Diane Kruger. Nel 2017 entra nel cast dei film dei Marvel Studios Avengers: Infinity War e Avengers: Endgame nel quale interpreta il villain Fauce d'Ebano, uno dei membri dell'Ordine Nero e fedele sgherro di Thanos.

## Filmografia

### Cinema
- The Tiger's Tail, regia di John Boorman (2006)
- Becoming Jane - Il ritratto di una donna contro (Becoming Jane), regia di Julian Jarrold (2007)
- Foxes, regia di Lorcan Finnegan - cortometraggio (2012)
- The Infiltrator, regia di Brad Furman (2016)
- Il segreto (The Secret Scripture), regia di Jim Sheridan (2016)
- Daphne, regia di Peter Mackie Burns (2017)
- Maze, regia di Stephen Burke (2017)
- The Cured, regia di David Freyne (2017)
- Avengers: Infinity War, regia di Anthony e Joe Russo (2018)
- Avengers: Endgame, regia di Anthony e Joe Russo (2019)
- Rialto, regia di Peter Mackie Burns (2019)
- The Nan Movie, regia di Josie Rourke (2022)
- Il vangelo secondo Clarence (The Book of Clarence), regia di Jeymes Samuel (2023)
- Dead Shot - Vendetta disperata (Dead Shot), regia di Tom e Charles Guard (2023)
- The Beautiful Game, regia di Thea Sharrock (2024)

### Televisione
- Love/Hate – serie TV, 28 episodi (2010-2014)
- Peaky Blinders – serie TV, episodio 1x05 (2013)
- Charlie, regia di Kenneth Glenaan – miniserie TV (2015)
- Trial of the Century, regia di Maurice Sweeney – miniserie TV (2016)
- The Secret Agent – serie TV, 3 episodi (2016)
- Harry Palmer - Il caso Ipcress (The Ipcress File), regia di James Watkins – miniserie TV (2022)
- Non dire niente (Say Nothing), regia di Michael Lennox, Mary Nighy e Anthony Byrne – miniserie TV, 5 puntate (2024)
- The Agency – serie TV (2024)

### Doppiaggio
What If...? - serie TV (2021-24)

## Doppiatori italiani
Nelle versioni in italiano delle opere in cui ha recitato, Tom Vaughan-Lawlor è stato doppiato da:
- Enrico Pallini in Avengers: Infinity War, Avengers: Endgame
- Maurizio Fiorentini in Becoming Jane - Il ritratto di una donna
- Davide Lepore in Peaky Blinders
- Stefano Thermes ne Il segreto
- Stefano Miceli in Harry Palmer - Il caso Ipcress
- Stefano Brusa in The Beautiful Game
- Franco Mannella ne Il vangelo secondo Clarence
- Francesco Venditti in Dead Shot - Vendetta disperata

Da doppiatore è sostituito da: 
- Giorgio Paoni in What If...? (st. 1)
- Enrico Pallini in What If...? (st. 3)